# Karosa

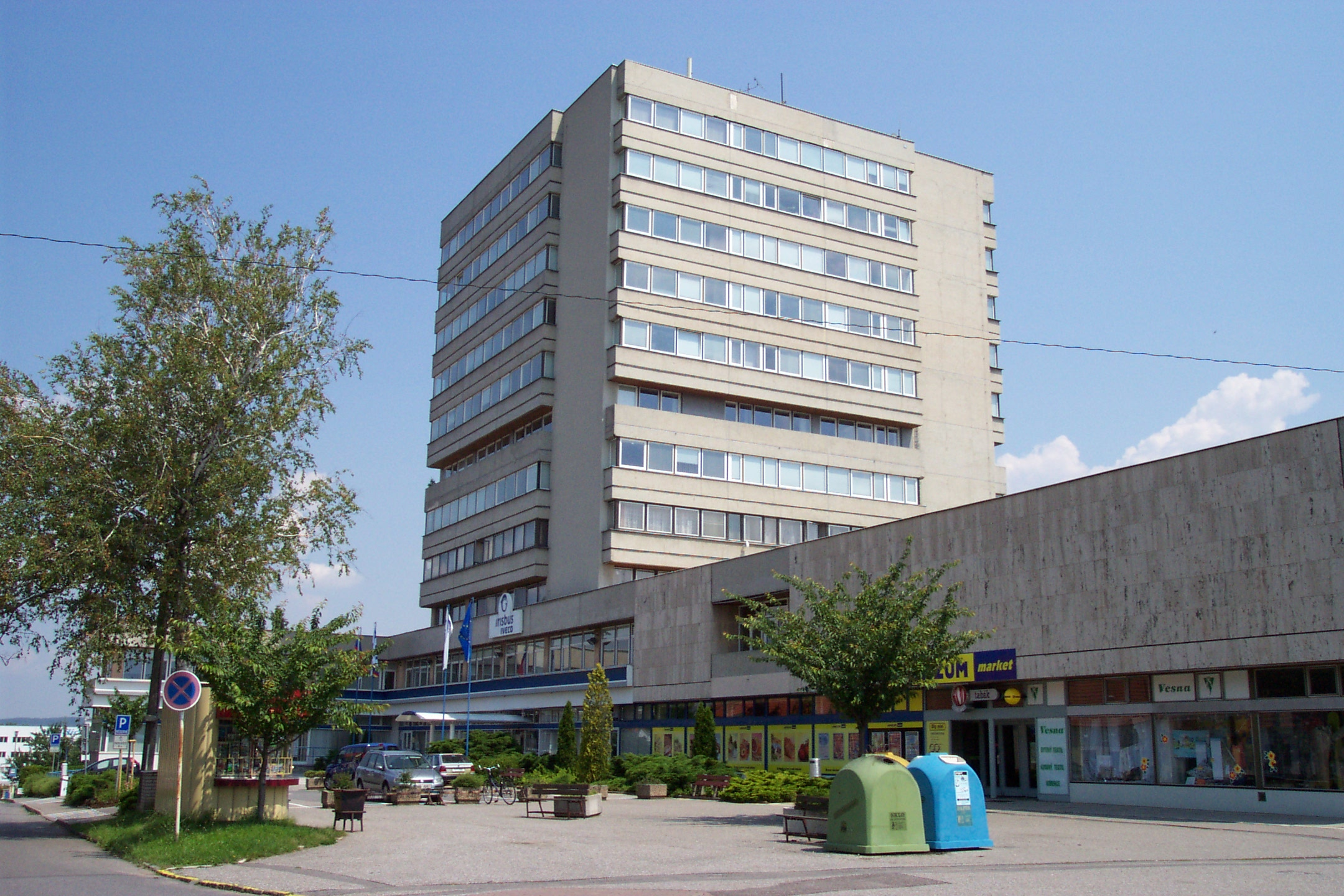
Budova podniku ve Vysokém Mýtě

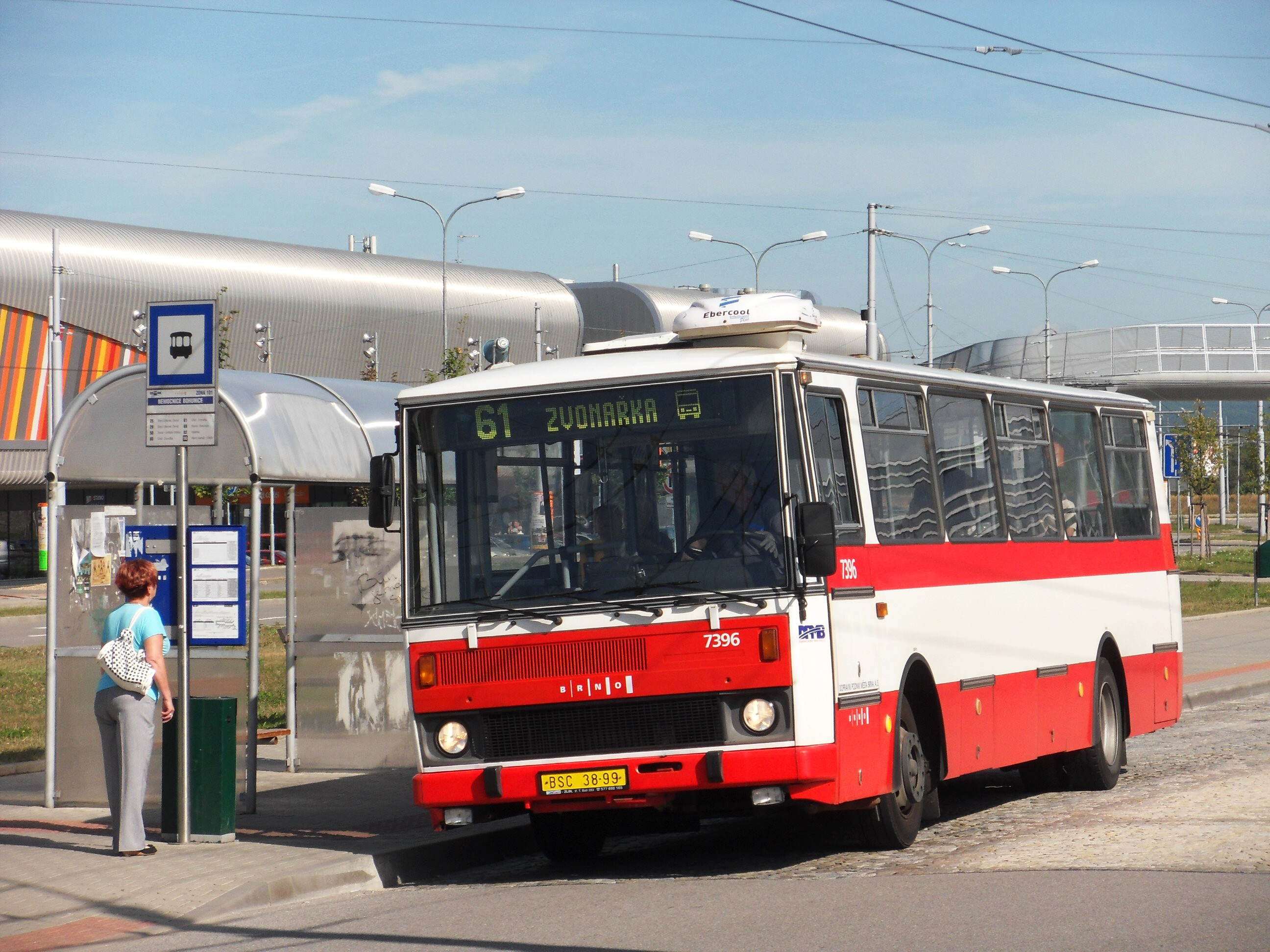
Karosa B 732

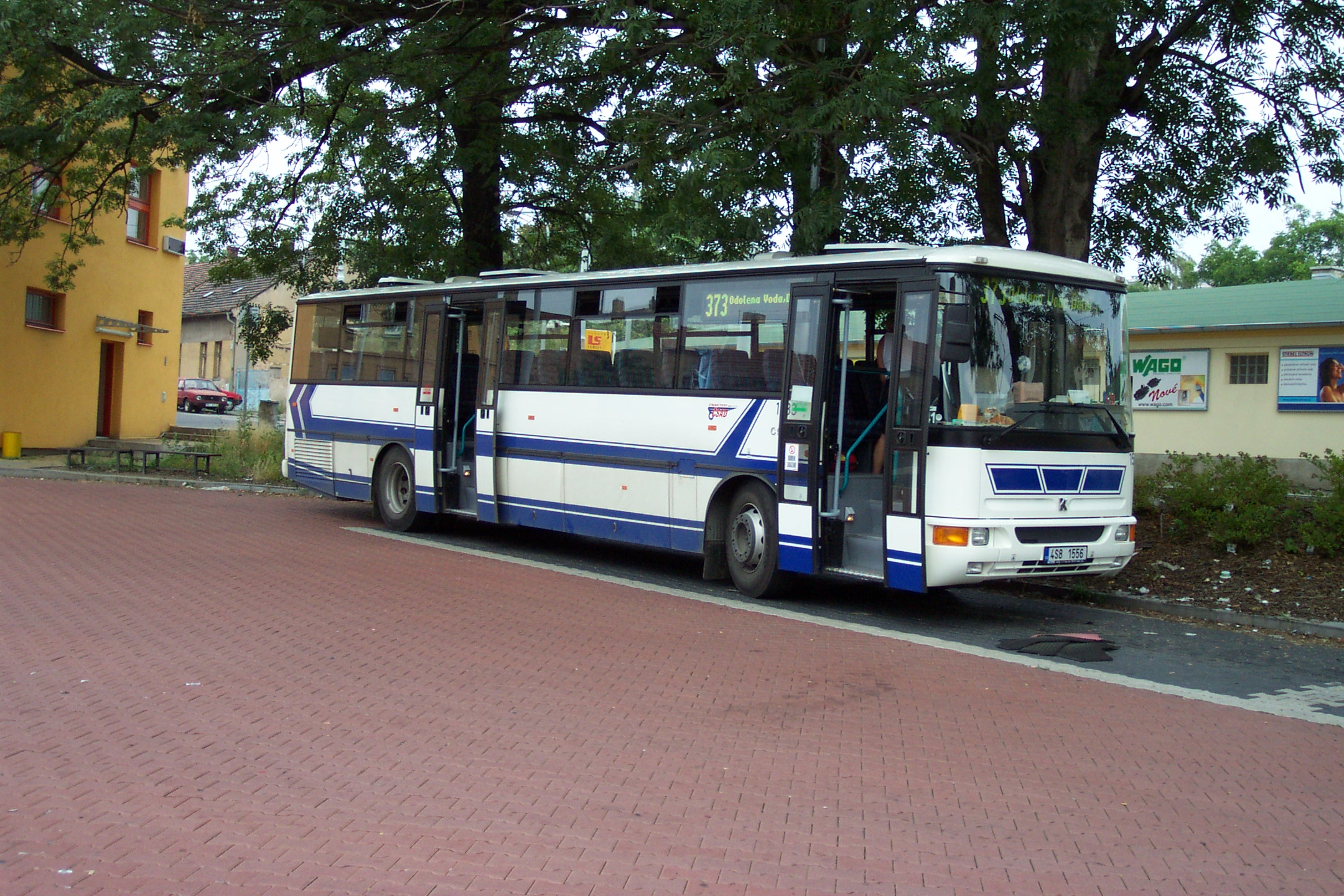
Karosa C 954

Karosa a.s. byla česká firma, největší výrobce autobusů v zemi. Její závod se nacházel ve Vysokém Mýtě ve východních Čechách. V roce 2007 byla firma přejmenována na Iveco Czech Republic.

## Historie podniku
V roce 1896 založil Josef Sodomka ve Vysokém Mýtě továrnu na výrobu kočárů – První východočeskou výrobu kočárů Josefa Sodomky. Od roku 1925 se krom klesající výroby kočárů zaměřuje díky synovi zakladatele na individuální výrobu karosérií velkosériově vyrobených podvozků automobilů (mj. domácích Praga, Aero, Tatra, aj.), výrobu různých přívěsů, dokonce i kluzáků, roku 1928 započala výroba prvních karosérií autobusů (opět podvozky Škoda, Tatra). Podnik si získal jméno díky vlastním tvarovým návrhům, kvalitní výrobě i úspěchům na výstavách (např. kabriolet Tatra 600). Po znárodnění bylo rozhodnuto o útlumu karosování automobilů a podnik se stal jediným výrobcem autobusů v Československu. Ostatní výrobci, jako např. Škoda nebo Praga mu nesměli konkurovat. Koncem 50. let se v podniku začaly vyrábět první z velmi známých, a také populárních modelů městských autobusů, jako např. 706 RTO (karoserie na podvozku Škoda), které byly oceněny na mnohých mezinárodních výstavách (např. EXPO v Bruselu v roce 1958). Následovaly pak jeho modifikace pro meziměstskou dopravu a dokonce i kloubová verze, která však zůstala jen u prototypu. Autobus se následně licenčně vyráběl v Polsku (výrobce Jelcz). Roku 1962 došlo k začlenění firmy THZ Polička a pod značkou Karosa tak byla, krom jiného, vyráběna do osamostatnění v 90. letech 20. století i hasičská technika. Erťák vystřídala ŠM 11 v roce 1966, u které se uvažovalo i o modifikaci na trolejbus, a B 731 v roce 1981. Od roku 1972 firma používala dnešní továrnu.

### Historie názvu podniku
Když byla původní Sodomkova společnost v roce 1948 znárodněna, přestalo se jméno původního majitele v názvu podniku používat. Státní správa však využila toho, že se součástí znárodněného podniku stala i pražská firma Oldřicha Uhlíka, která vlastnila průmyslová práva na zavedenou obchodní značku Karosa. Díky tomu bylo možné název Karosa použít i na ostatní provozovny znárodněného podniku, který měl ovšem nyní centrální působiště ve Vysokém Mýtě.

## Po roce 1989
Po roce 1989 se společensko-ekonomickým změnám musela přizpůsobit i koncepčně zaostalá Karosa. Její produkce, která dosahovala 3 400 vozů ročně, se snížila na pouhou tisícovku. Přesto se jí však podařilo získat zpět své jméno, hlavně díky zahraničnímu investorovi – francouzskému Renaultu. Musela být provedena modernizace výrobního podniku a zcela překonstruovány a zmodernizovány její vozy. Od roku 1999 je podnik součástí celoevropského holdingu Irisbus, který založil Renault s italskou firmou Iveco (Iveco převzalo celý Irisbus v roce 2003); Irisbus vlastnil 94 % akcií Karosy. Dne 1. ledna 2007 byla firma Karosa přejmenována na Iveco Czech Republic.